# Partnoera
Partnoera és un paratge del terme municipal de Tremp, al Pallars Jussà, dins de l'antic terme ribagorçà de Sapeira.
Està situat a la riba esquerra de la Noguera Ribagorçana, al nord d'Escarlà i al sud del Pont d'Orrit. És en el contrafort nord-occidental del turó de Sant Cosme, a la dreta del barranc de Tamassi.